# George Vane-Tempest
Lord George Henry Robert William Charles Vane-Tempest, V marchese di Londonderry (26 aprile 1821 – 6 novembre 1884), è stato un nobile e politico irlandese.

## Biografia
Era il figlio maggiore di Charles Stewart, III marchese di Londonderry, e della sua seconda moglie, Frances Vane-Tempest, figlia ed erede di Sir Henry Vane-Tempest, II Baronetto. Studiò a Eton e Balliol College di Oxford.

## Carriera politica e diplomatica
Entrò nelle Life Guards, raggiungendo il grado di tenente, e si ritirò il 5 maggio 1848. Fu deputato per il collegio di North Durham nel 1847, carica che mantenne fino al 1854, quando succedette a suo padre come conte Vane, entrando nella Camera dei lord. Nel 1867 fu in missione speciale come inviato straordinario in Russia per Alessandro II di Russia, per investire l'imperatore dell'Ordine della Giarrettiera. Quando il fratellastro morì senza figli, nel 1872, ereditò il marchesato e le proprietà di famiglia. Due anni dopo venne nominato cavaliere dell'Ordine di San Patrizio. Nel 1880 divenne luogotenente della contea di Durham, incarico che mantenne fino alla sua morte quattro anni dopo.

## Matrimonio
Sposò, il 3 agosto 1846, Mary Cornelia Edwards, figlia di Sir John Edwards, I Baronetto. Ebbero sei figli:
- Lady Frances Cornelia Emily Harriet Vane-Tempest (1851-2 marzo 1872);
- Charles Vane-Tempest-Stewart, VI marchese di Londonderry (1852-1915);
- Lord Henry John Vane-Tempest (1º luglio 1854-28 gennaio 1905);
- Lady Mary Avarina Vane-Tempest (1858-26 giugno 1873);
- Lord Herbert Lionel Henry Vane-Tempest (6 luglio 1862-26 gennaio 1921);
- Lady Maud Alexandrina Louise Vane-Tempest (8 novembre 1863-31 luglio 1945), sposò Wentworth Beaumont, I visconte Allendale, ebbero sei figli.

## Morte
Morì il 6 novembre 1884, a 63 anni.